# Greatest Hits (álbum de Ricky Martin)
17 Greatest Hits é um álbum de grandes sucessos do cantor porto-riquenho Ricky Martin. Foi lançado exclusivamente no Reino Unido em 11 de julho de 2011. O lançamento ocorreu um dia antes do show de Ricky Martin em Londres, que fazia parte de sua Música + Alma + Sexo World Tour.
A compilação inclui todos os singles de Martin que apareceram na parada de sucessos do Reino Unido, a saber: "Livin' la Vida Loca" (número um por três semanas; certificado como disco duplo de platina), "She Bangs" (número três; certificado como disco de prata), "Nobody Wants to Be Lonely" (número quatro, certificado como disco de prata "María" (número seis), "Private Emotion" (número nove), "I Don't Care" (número onze), "Shake Your Bon-Bon" (número doze), "Loaded" (número dezenove) e "The Cup of Life" (número vinte e nove).
O álbum também inclui "The Best Thing About Me Is You" que traz a cantora inglesa Joss Stone em dueto com Martin e a versão remix "Wally Bilingual Remix" da música "Más". As canções originais foram lançadas no nono álbum de estúdio do cantor, intitulado Música + Alma + Sexo, que foi lançado em 2011.

## Recepção crítica
A recepção dos críticos especializados em música foi favorável. Em sua resenha Stephen Thomas Erlewine, do site AllMusic, avaliou com quatro estrelas de cinco e escreveu que embora a compilação possa ser um pouco dispersa ao tentar cobrir toda a carreira do cantor, ela é uma ótima amostra dos momentos de sucesso na carreira de Ricky Martin. Simon Gage, do jornal Daily Express, avaliou com três estrelas de cinco e afirmou que embora canções como "Livin' la Vida Loca" e "She Bangs" sejam "obviamente um cracker definido para colocar os quadris globalmente" nem tudo no álbum segue esse padrão, pois "há momentos delicados em que você ouve que ele realmente tem uma voz que combina com a sua confidência".

## Desempenho comercial
Comercialmente, obteve bom desempenho nas paradas de sucesso do país. Estreou na vigésima quarta posição no UK Albums Chart, vendendo 5.083 cópias.

## Lista de faixas
Créditos adaptados do encarte do CD Greatest Hits.
| N.º | Título                                                               | Compositor(es)                                                           | Produtor(es)                              | Duração |  |
| 1.  | "Livin' la Vida Loca"                                                | Luis Gómez Escolar, Desmond Child, Draco Rosa                            | Child, Rosa                               | 4:03    |  |
| 2.  | "María" (Pablo Flores Spanglish Radio Edit)                          | Escolar, K. C. Porter, Ian Blake                                         | Blake, Porter, Javier Garza, Pablo Flores | 4:29    |  |
| 3.  | "She Bangs"                                                          | Child, Walter Afanasieff, Rosa, Glenn Monroig, Julia Sierra, Danny López | Rosa, Afanasieff                          | 4:40    |  |
| 4.  | "Shake Your Bon-Bon"                                                 | Child, Rosa, George Noriega                                              | Noriega, Rosa                             | 3:09    |  |
| 5.  | "Nobody Wants to Be Lonely" (with Christina Aguilera)                | Child, Victoria Shaw, Gary Burr                                          | Afanasieff                                | 4:09    |  |
| 6.  | "The Cup of Life"                                                    | Escolar, Child, Rosa                                                     | Child, Rosa                               | 4:31    |  |
| 7.  | "La Bomba"                                                           | Escolar, Porter, Rosa                                                    | Porter, Rosa                              | 4:34    |  |
| 8.  | "I Don't Care" (featuring Fat Joe and Amerie)                        | Joe Cartagena, Scott Storch, Sean Garrett                                | Storch                                    | 3:51    |  |
| 9.  | "Private Emotion"                                                    | Rob Hyman, Eric Bazilian                                                 | Child, Rosa                               | 4:00    |  |
| 10. | "She's All I Ever Had"                                               | Jon Secada, Rosa, Noriega                                                | Noriega, Secada, Rosa, Afanasieff         | 4:55    |  |
| 11. | "Come to Me"                                                         | Rosa, David Resnik, James Goodwin                                        | Emilio Estefan, Noriega                   | 4:31    |  |
| 12. | "The Best Thing About Me Is You"                                     | Child, Ricky Martin, Bazilian, Andreas Carlsson                          | Child                                     | 3:35    |  |
| 13. | "Spanish Eyes/Lola, Lola" (Medley) (Music from One Night Only video) | Escolar, Child, Porter, Rosa, Blake                                      | Child, Porter, Rosa                       | 5:46    |  |
| 14. | "Loaded"                                                             | Secada, Rosa, Noriega                                                    | Estefan, Noriega, Rosa                    | 3:48    |  |
| 15. | "It's Alright"                                                       | Danny López, George Pajon Jr., Javier García, Soraya Lamilla             | will.i.am, López, Pajon, Martin           | 3:31    |  |
| 16. | "Pégate" (MTV Unplugged Version) (Radio Edit)                        | Roy Tavaré, Martin, Tommy Torres                                         | Torres, David Cabrera                     | 3:10    |  |
| 17. | "Más" (Wally Bilingual Remix)                                        | Child, Martin, Claudia Brant, Tainy, Ferras Alqaisi                      | Child, Wally López                        | 4:29    |  |

## Tabelas

### Tabelas semanais
| Tabela musical (2011)              | Melhor posição |
| ---------------------------------- | -------------- |
| Escócia (Official Scottish Albums) | 26             |
| Reino Unido (UK Albums Chart)      | 24             |